# Cyclocross Gavere

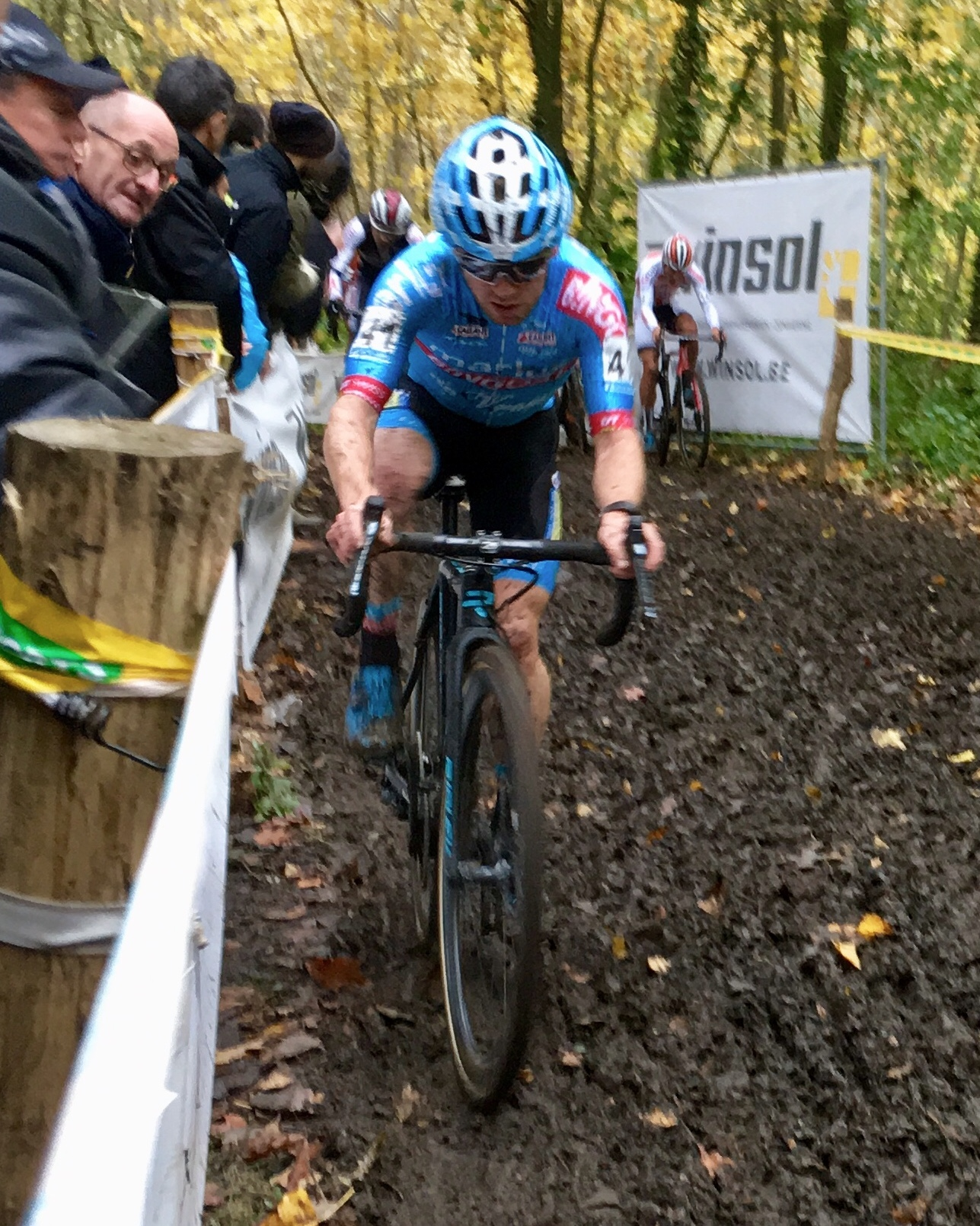
Eli Iserbyt (hier 2018) gewann das Rennen 2019.

Das Cyclocross Gavere ist ein traditionsreiches belgisches Cyclocrossrennen.

## Geschichte
Das Rennen wurde erstmals 1978 organisiert durch Cyclocross-Enthusiasten aus Asper, einem Ortsteil der an der Schelde gelegenen Gemeinde Gavere. Zunächst lag der Parcours nahe Asper am Westufer der Schelde. In der Saison 1982/83 gehörte der Cyclocross Gavere zu den Gründungsmitgliedern der Superprestige-Serie, der er vierzig Jahre lang angehören sollte. Zu diesem Zeitpunkt war der Termin im Januar. 1984 und 1991 wurde auch nationale Meisterschaften auf dem Parcours abgehalten, jeweils eine bzw. zwei Wochen nach dem normalen Rennen. 1984 gewannen Roland Liboton (Profis) und Ivan Messelis (Amateure) das belgische Meistertrikot, 1991 hießen die Gewinner Danny De Bie (Profis) und Rudy Thielemans (Amateure).
In der Saison 1993/94 bezog der Cross einen neuen Schauplatz rund um das Kasteel Grenier, einem Schloss bei Gavere, das dem Militär gehört. Das Rennen spielt sich nun auf den Hängen zwischen der Schelde und dem 40 Meter höher gelegenen Schloss ab und gilt als besonders schwer. Damit einher ging ein neuer Termin Mitte November.
2000 wurde erstmals auch ein Frauenrennen durchgeführt, erste Siegerin war Hanka Kupfernagel. Ab 2019 wurde das Rennen mehrfach im Kalender hin- und hergeschoben, in der Saison 2021/2022 landete es im Februar. Die Veranstalter beklagten den neuen Termin, dem statt zuvor 15.000 nur noch 4.000 Zuschauer beiwohnten.
Für die Saison 2022/2023 übertrugen die ursprünglichen Organisatoren die Ausrichtung an Flanders Classics, die auch für den Weltcup zuständig waren. Das Rennen wechselte daher vom Superprestige in den Weltcup und bezog einen neuen Termin am 26. Dezember, wo es den Cyclocross Zolder verdrängte.
Rekordsieger bei den Männern ist der Belgier Sven Nys mit neun Erfolgen, bei den Frauen Sanne Cant mit vier.

## Siegerliste

### Männer
- 1978:  Erik De Vlaeminck
- 1979:  Roger De Vlaeminck
- 1980: nicht ausgetragen
- 1981:  Hennie Stamsnijder
- 1982:  Roger De Vlaeminck
- 1983:  Hennie Stamsnijder
- 1984:  Roland Liboton
- 1985:  Hennie Stamsnijder
- 1986:  Hennie Stamsnijder
- 1987:  Rudy De Bie
- 1988:  Roland Liboton
- 1989:  Paul De Brauwer
- 1990:  Danny De Bie
- 1991:  Adrie van der Poel
- 1992:  Huub Kools
- 1993 (Jan):  Daniele Pontoni
- 1993 (Nov):  Thomas Frischknecht
- 1994:  Daniele Pontoni
- 1995:  Wim de Vos
- 1996:  Richard Groenendaal
- 1997:  Richard Groenendaal
- 1998:  Mario De Clercq
- 1999:  Richard Groenendaal
- 2000:  Peter Van Santvliet
- 2001:  Sven Nys
- 2002:  Bart Wellens
- 2003:  Bart Wellens
- 2004:  Sven Nys
- 2005:  Sven Nys
- 2006:  Sven Nys
- 2007:  Sven Nys
- 2008:  Sven Nys
- 2009:  Niels Albert
- 2010:  Sven Nys
- 2011:  Kevin Pauwels
- 2012:  Sven Nys
- 2013:  Sven Nys
- 2014:  Klaas Vantornout
- 2015:  Wout van Aert
- 2016:  Mathieu van der Poel
- 2017:  Wout van Aert
- 2018:  Mathieu van der Poel
- 2019:  Eli Iserbyt
- 2020:  Thomas Pidcock
- 2022 (Feb):  Lars van der Haar
- 2022 (Dez):  Mathieu van der Poel
- 2023:  Mathieu van der Poel
- 2024:  Mathieu van der Poel

### Frauen
- 2000:  Hanka Kupfernagel
- 2001:  Anja Nobus
- 2002:  Anja Nobus
- 2003:  Anja Nobus
- 2004:  Hilde Quintens
- 2005:  Hilde Quintens
- 2006:  Hilde Quintens
- 2007:  Katherine Compton
- 2008:  Katherine Compton
- 2009:  Katherine Compton
- 2010:  Sanne van Paassen
- 2011:  Sanne van Paassen
- 2012:  Nikki Harris
- 2013:  Sanne Cant
- 2014:  Sanne Cant
- 2015:  Sanne Cant
- 2016:  Sanne Cant
- 2017:  Ellen Van Loy
- 2018:  Alice Maria Arzuffi
- 2019:  Yara Kastelijn
- 2020:  Lucinda Brand
- 2022 (Feb):  Lucinda Brand
- 2022 (Dez):  Shirin van Anrooij
- 2023:  Puck Pieterse
- 2024:  Fem van Empel